# Dörte Gatermann
Dörte Gatermann (Hamburgo, 25 de maio de 1956) é uma arquiteta alemã, conhecida por ter projetado o KölnTriangle em Colônia.

## Primeiros anos
Dörte Gatermann nasceu em 25 de maio de 1956 em Hamburgo, na Alemanha. A mãe de Dörte morreu quando ela era pequena, e ela foi criada pelo pai, que era arquiteto. Ela estudou na Universidade Técnica de Braunschweig e na Universidade Técnica da Renânia do Norte-Vestfália em Aachen, onde teve aulas com o arquiteto vencedor do prêmio Pritzker Gottfried Böhm. Depois de trabalhar com sucesso como líder do projeto Züblin House, de Böhm, em Stuttgart, enquanto ainda era estudante, ela passou os próximos cinco anos trabalhando para ele como líder de projeto após se formar.

## Carreira
Em 1984, juntamente com seu parceiro Elmar Schossig, com quem mais tarde se casou, Gatermann abriu seu próprio escritório de arquitetura em Colônia, Gatermann + Schossig. Após algumas projetos bastante modestas, trabalhos maiores se materializaram, tornando a empresa uma dos escritórios de arquitetura mais inovadores e bem-sucedidos da Alemanha. Em 2009, quando Elmar Schossig morreu, eles haviam implementado cerca de 50 projetos. Em 2002, depois de receber várias aulas, Gatermann assumiu a direção da Universidade Técnica de Darmstadt, onde lecionou até 2007, decidindo finalmente se concentrar em seus negócios em Colônia. Uma de suas realizações mais memoráveis em Darmstadt foi a organização do Museus "Hall da Fama" para mulheres, incluindo a exposição itinerante que ela projetou para a fotógrafa Bettina Flitner.

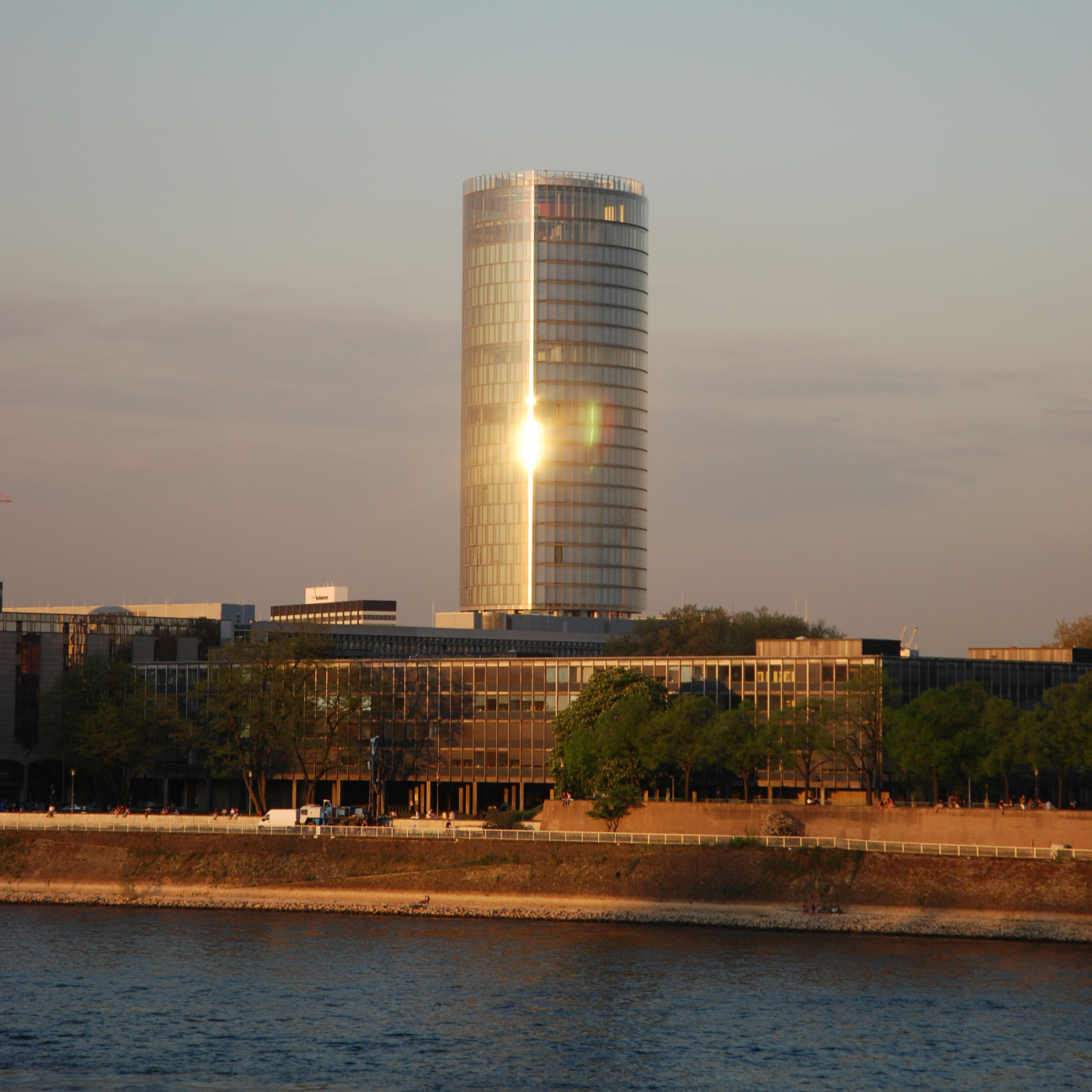
KölnTriangle, projetado por Dörte em Colônia.

Algum dos projetos com os quais Gatermann se envolveu incluem a Bayenturm, uma torre do século XIII no centro de Colônia, que ela restaurou, renovou e ampliou nos anos 1990, projeto esse que foi um marco na sua carreira, além de sua própria casa concluída em 2000 (um dos poucos edifícios em que colaborou de perto com o marido) e o espaço de exposição recentemente aberto que ela projetou para o Museu Romano no Parque Arqueológico de Xanten.
O projeto mais conhecido de Dörte Gatermann é o Kölntriangle, um prédio de aproximadamente 103 metros de altura. Tendo ganho a disputa pelo projeto quando ela tinha apenas 47 anos, ela agora afirma com um ar de satisfação: "Eu mostrei que não apenas os homens podem construir arranha-céus, mas eu também posso". O projeto teve algumas controvérsias na época de seu projeto por ser tão perto da Catedral de Colônia, tendo mudado o skyline da cidade, mas acabou sendo aceito pela população em geral. Em 2006, o escritório de arquitetura Gatermann + Schossig recebeu o prêmio "Synthesis - Architect and Industry" da empresa de vidro Pilkington por inovação em arquitetura, como resultado de seu uso inovador de vidro no Kölntriangle.

## Vida pessoal
Dörte se casou com Elmar Schossig (1951-2009), também arquiteto, e os dois tiveram dois filhos. Apesar de serem casados e de ter um escritório em conjunto, os dois projetavam, em geral, separados.

## Projetos notáveis
- Haus Neufert Colônia
- Kölntriangle
- Parque Arqueológico de Xanten
- Secretaria de Estado de Investigação Criminal da Renânia do Norte-Vestpália
- Capricornhaus Düsseldorf
- Ministério da Escola e Educação da Renânia do Norte-Vestpália
- Bayenturm
- Kontor 19 no Rheinauhafen em Colônia
- Escritório do Porto no Rheinauhafen em Colônia
- Escritório Baufeld 10
- Serviços Municipais de Bochum
- Escritório Postbank de Colônia
- Fábrica de Rimowa
- Haus P
- Haus G + S
- Micropolis Dresden
- Estação de bombeamento Niehl